# Mini CD (album)
Mini CD è un mini album dei 24 Grana, pubblicato nel 1996.

## Tracce
1. Lu Cardillo
2. Tarantolata
3. Regina (RMX)
4. Perso Into 'O Cavero